# Девіс Діана Сергіївна
Діана Сергіївна Девіс ((16 січня 2003 , Лас-Вегас, Невада )) — російська фігуристка, яка виступає в танцях на льоду з Глібом Смолкіним. Вони — срібні призери чемпіонату Росії (2022), бронзові призери чемпіонату Росії серед юніорів (2020) та переможці фіналу кубка Росії серед юніорів (2021). Майстер спорту Росії (2016).
Станом на 22 січня 2022 року танцювальна пара займала 19-е місце в рейтингу Міжнародного союзу ковзанярів (ІСУ).

## Біографія
Діана Девіс народилася в США, дитинство провела у Росії. Мати — російський тренер з фігурного катання Етері Тутберідзе. У дитинстві Діана була діагностована нейросенсорна приглухуватість, викликана неправильно призначеними антибіотиками. Через хворобу у неї недостатньо розвинена координація, для спілкування частково використовує читання по губах. Проте хвороба не впливає на здатність чути музику.

## Кар'єра

### Початок
У дитинстві Діана хотіла займатися синхронним плаванням, але почала займатися фігурним катанням, щоб частіше бачитися з матір'ю. У шестирічному віці розпочала тренування в Центрі спорту та освіти " Самбо 70 ", у відділенні «Кришталевий» під керівництвом Етері Тутберідзе. В одиночному катанні результати були нестабільні. Діана то потрапляла до п'ятірки лідерів, то опинялася у другому десятку. Під час виступів у жіночому одиночному катанні брала участь у першості Москви, етапах та фіналі Кубка Росії, Меморіалі Волкова, здобула бронзову медаль на відкритій першості на призи президента Федерації фігурного катання на ковзанах міста Москви 2015 року.
У 2015 році стала майстром спорту Росії з фігурного катання на ковзанах.
2016 року перейшла в танці на льоду, щоб знизити ризик травм через відсутність координації при виконанні стрибкових елементів.

### Сезон 2016—2017
У танцях на льоду першим партнером Діани Девіс став колишній одиночник Денис Пічужкін. Спортсмени тренувалися під керівництвом Дениса Самохіна та хореографа Марії Боровикової, проте парі не вдалося взяти участь у жодному змаганні.

### Сезон 2017—2018
У 2017 році Діана Девіс змінила партнера на Федора Варламова. Фігуристи перемогли на ІІІ етапі Кубка Санкт-Петербурга, двічі піднімалися на п'єдестал на етапах Кубка Росії (у Сочі стали третіми, у Москві — другими). У грудні виступили на перших міжнародних змаганнях Santa Claus Cup у Будапешті, де посіли шосте місце. У січні 2018 року в Саранську на першості Росії з фігурного катання серед юніорів Девіс / Варламов стали тринадцятими, через місяць у фіналі Кубка Росії — посіли шосте місце.

### Сезон 2018—2019
У 2018 році у Діани з'явився новий партнер — Гліб Смолкін, тренерами пари стали Світлана Алексєєва, Олена Кустарова та Ольга Рябініна.

### Сезон 2019—2020
Влітку 2019 пара Девіс / Смолкін заявила про зміну тренера і переїзд в США до Ігоря Шпільбанда для продовження тренувань. Під керівництвом нового тренера фігуристи здобули срібні медалі на кожному з двох етапів юніорського Гран-прі — у Лейк-Плесіді (160,17) та в Челябінську (158,24), отримавши право виступати у фіналі. У листопаді 2019 року спортсмени здобули першу золоту медаль у кар'єрі, посівши перше місце на турнірі Volvo Open Cup у Ризі (167,17). У фіналі юніорського Гран-прі в Туріні Девіс / Смолкін розташувалися лише на шостому рядку в загальному заліку, отримавши низькі рівні на деяких елементах (152,21). Після невдалого виступу фігуристи зібралися і зуміли завоювати бронзову медаль на першості Росії серед юніорів у Саранську (180,97). На завершальному сезон змаганні — Чемпіонаті світу серед юніорів у Таллінні, Девіс і Смолкін стали п'ятими (165,22).

### Сезон 2020—2021
У липні 2020 Діана Девіс отримала перелом кісточки і не змогла повноцінно тренуватися, в результаті фігуристи пропустили чемпіонат Росії серед юніорів, а міжнародні змагання для юніорів були скасовані через пандемію коронавірусу .

### Сезон 2021—2022
У сезоні 2021—2022 Діана Девіс з партнером Глібом Смолкіним перейшли в доросле катання . На передсезонних контрольних прокатах у Челябінську представили ритм-танець на композицію «Boom Boom Pow» американського гурту "Black Eyed Peas" . У довільному танці продемонстрували програму минулого сезону під саундтрек із фільму "Мулен Руж!" .
За рішенням Федерації фігурного катання на ковзанах Росії танцювальний дует Діана Девіс та Гліб Смолкін увійшли до складу російської олімпійської команди фігуристів .

## Відомчі нагороди
- Майстер спорту Росії (2016)[23] .